# Sœurs de la Sainte-Croix
Ne doit pas être confondu avec Sœurs de la Sainte Croix de Menzingen.
Les Sœurs de la Sainte-Croix (C.S.C.) forment une congrégation enseignante catholique dont la maison-mère, St. Mary's College, fondée en 1844, se trouve aux États-Unis à Notre Dame dans l'Indiana. Elle est issue de la congrégation de Sainte-Croix fondée par le bienheureux Basile Moreau en 1837 au Mans. Les deux autres congrégations féminines de la famille de Sainte-Croix sont les Marianites de Sainte-Croix et les Sœurs de Sainte-Croix (au Canada).
Elles ne doivent pas être confondues avec les Sœurs de la Sainte-Croix de Menzingen (en Suisse), fondée également en 1844.

## Fondations
Les Sœurs se sont installées dans l'Indiana en 1843, au Bengale (aujourd'hui Bangladesh) en 1889, au Brésil en 1947, en Ouganda en 1967, au Pérou en 1982, au Ghana en 1983 et au Mexique en 1987.
Elles étaient 551 religieuses réparties dans 117 maisons en 2005.